# Fürstliches Schloss Tölz
Das Fürstliche Schloss Tölz ist ein abgegangenes Schloss in Bad Tölz im Landkreis Bad Tölz-Wolfratshausen in Bayern.

## Geschichte
Ein verheerender Großbrand zerstörte 1453 in Tölz die Markstraße, sowie die erste, von Heinrich von Tollenz, erbaute Tölzer Burg. Albrecht III. ließ daraufhin bis 1460 auf einem nördlichen Bergsporn über dem Markt das Fürstliche Schloss errichten. Als Spornburg zwischen Rehgraben, Schulgraben und dem Trockental im Norden wurde es noch nach „überraschend mittelalterlichen“ Gesichtspunkten erbaut, da dem spätgotischen Bau keine Festungsfunktion mehr zu kam, sondern er allein Repräsentations- und Verwaltungszwecken diente.

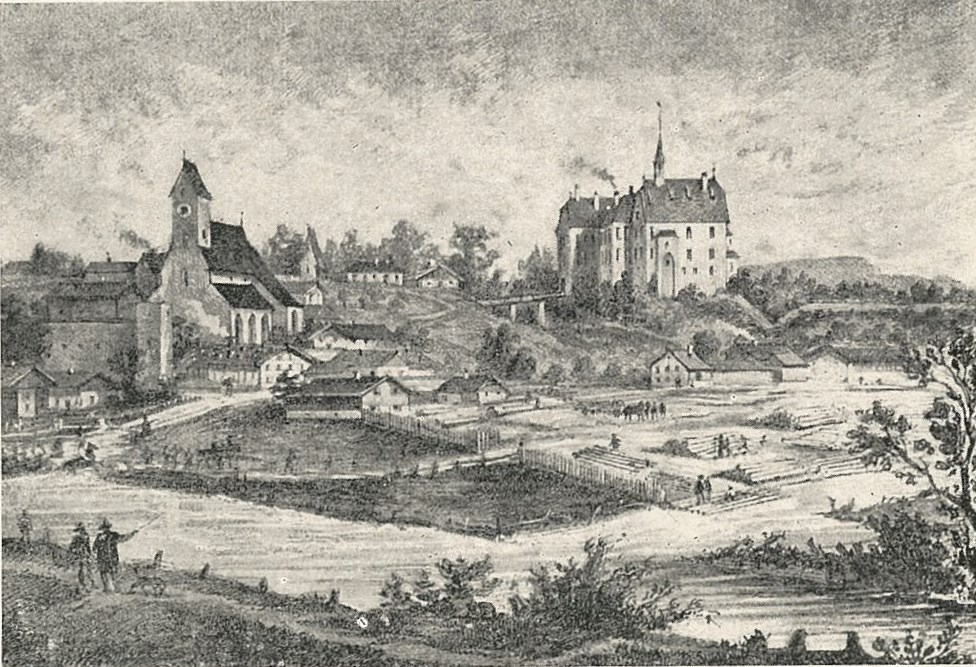
Schloss Tölz im Jahre 1590 von Carl August Lebschée (1867), nach einem Fresko von Hans Donauer dem Älteren von ca. 1590

Der Stadtchronist Georg Westermayer beschrieb das Schloss als „sehr stattlich und geräumig“. Es war dreistöckig und besaß einen gepflasterten Innenhof mit Brunnen. Eine Zugbrücke führte zum Torhaus, eine weitere, innere Brücke zum Innenhof. Unter den vielen Räumlichkeiten hebt Westermayer besonders die Herzogstube, die Frauenstube, als Gemach der Herzogin, die Jungfrauenstube, als Zimmer der Kammerzofen, die Tafelstube, das Schreibstüberl, den Saal und die Schlosskapelle hervor. Auch die Wohnung des Pflegers befand sich darin, nach Süden war ein großer Balkon ausgerichtet. Die hohe Anzahl an Fenstern ließe sich daran ableiten, dass 1579 nach einem Unwetter 459 Fensterscheiben aus Glas ersetzt werden mussten (wobei es sich aber wohl um Butzenscheiben handelte). Diese waren schon seit 1548 aus „purgundischem waltglaß“. Der „große Garten“ des Schlosses besaß ein Sommerhaus, einen eigenen Weiher, Obstbäume und Weinstöcke und war von einer Mauer umgeben. 1556 zeigte sich dafür der Münchner Hofgärtner Lienhart verantwortlich, der fünf Mal jährlich aus München angeritten kam und „hat die pletzer putzt, die weinstöckh aufpunden, geschnitten, prochen und niedergelegt“. Zum Schloss gehörte ein Tierzwinger, wo verschiedenes Wild gehalten wurde. Daran erinnert heute noch der Name „Rehgraben“. Am „Schuß“ und der Schrannwiese wurden Felder von Bauern aus Arzbach und Höfen bewirtschaftet, wofür der Burgpfleger diese mit Brot und Käse zu verköstigen hatte.
Ab 1478 bewohnte das Schloss der bayerische Herzog Albrecht IV. Von hier aus erließ er am 12. August 1482 an den Aiblinger Pfleger Fraas den Befehl, Jörg Hohenrainer nach Aussterben der Waldecker in deren Herrschaftsgebiet einzusetzen. Auch soll er hier das Primogeniturrecht erlassen haben. Tölz, von dem der Herzog stets als „die Tölzerin“ sprach, stand weiterhin in dessen Gunst, auch aufgrund der Treue im Kampf gegen den Löwlerbund. Bei der Fehde mit seinem Bruder Wolfgang von Bayern wurde das Schloss 1492 von diesem eingenommen und geplündert.

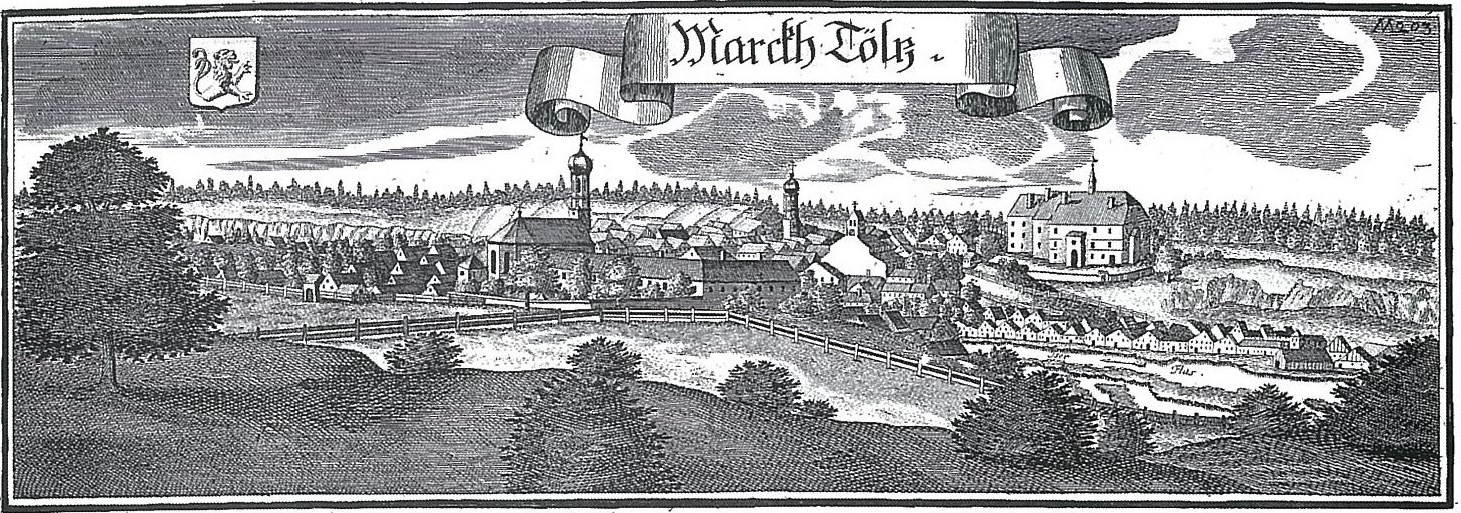
Kupferstich von Tölz von Michael Wening (1701)

Nach dem Tod seines Vaters übernahm Kaspar III. Winzerer 1515 das Amt des Pflegers zu Tölz, sowie die Burghut über das Schloss. Wilhelm IV. und seine Gemahlin Maria Jakobäa von Baden verweilten ebenfalls gerne und regelmäßig auf dem Schloss. Albrecht V. investierte viel für den Ausbau und die Verschönerung des Schlosses. Verbrachte noch Wilhelm V. gerne Zeit auf dem Schloss, fanden nachfolgende Herzöge und Kurfürsten daran weniger Gefallen, was auch an den hohen Unterhaltskosten lag. Lange Winter setzten dem Bauwerk zu, auch die Tatsache, dass das Schloss auf weichem Tuffstein erbaut wurde und so die Grundmauern gestützt werden mussten. Bereits am 27. Mai 1588 wurde aufgrund der Baufälligkeit des Schlosses ein Bote nach München gesandt. Als Maria Anna 1656 mit ihrem Sohn den Markt besuchte, wohnte sie lieber im Markt, als im maroden Schloss. Als während des Dreißigjährigen Krieges 1632 schwedische Truppen in Tölz einfielen, wurde das Schloss erneut geplündert. 1660 beherbergte es als bevorzugter Sitz bayerischer Herzöge zuletzt den Landesfürsten Ferdinand Maria.
Fortan diente das Schloss vor allem als Kaserne, der Unterhalt gestaltete sich aber zunehmend schwieriger. Am 20. Juli 1770 stürzten bei einem starken Unwetter weite Teile des Schlosses ein. Die Grundmauern des seit etwa 1650 baufälligen Gebäudes wurden nachts vom Ellbach, der damals zum Brandschutz durch die Marktstraße geleitet wurde, unterspült. Dieser riss große Kavernen in den Hügel und weite Teile des Schlosses brachen daraufhin zusammen. Über Todesfälle ist nichts bekannt.

Ausschnitt der Karte der Bayerischen Vermessungsverwaltung von 1812. Im Zentrum ist als „alt Schloß“ der ehemalige Standort des Schlosses erkennbar. Ebenfalls noch gut ersichtlich sind Teile des Schlossweihers und Schlossgartens.

Bis 1777 wurden weite Teile des Schlosses abgebrochen und dessen Steine in der Münchner Residenz verbaut. Laut Westermayer erfolgte die Abtragung des Schlosshügels ab 1800 und bis 1830 wurden die letzten Reste des Schlosses beseitigt, der Schlosshügel größtenteils zum „Schlossplatz“ planiert. Laut Stadtarchivar Erhard bestand der Schlosshügel allerdings 1836 noch zu Teilen, nebst dem Schlossweiher, wobei der gänzliche Abbruch erst in den 1850er Jahren erfolgte. Auch Johann Nepomuk Sepp erwähnte, als Kind noch in der „Hexenkeuche“ gespielt zu haben.
Vom Schloss sind heute keine Überreste mehr vorhanden. Schlossgarten und Weiher befanden sich an der Stelle des heutigen Parkplatzes am Schlossplatz und dem Bürgergarten, das Schloss größtenteils auf dem verbliebenen, nicht planierten Sporn, auf dem sich heute ein Kindergarten befindet. Der Schlossweiher befand sich am südlichen Ende des heutigen Parkplatzes. Ab 1830 entstand die Anlage des Bürgerbräugartens. Michael Weithmann vermutet, die heutige Brückenverbindung über den Schulgraben zur Marktstraße hin, habe seinen Ursprung in der Brücke, die seinerzeit bereits Schloss und Markt verbanden.
An das Schloss erinnerte zuletzt allein eine alte Mauer zwischen heutigem Rathaus und dem Parkplatz am Schlossplatz. Diese wurde vermutlich um 1577 erbaut und gehörte zum einstigen Schlossgarten. Sie fiel 2019 dem Umbau des Rathauses zum Opfer.